# Je später der Abend
Je später der Abend war eine vom WDR produzierte Talkshow, die von 1973 bis 1978 zunächst im Westdeutschen Fernsehen, später im Deutschen Fernsehen ausgestrahlt wurde. Sie gilt als erste Sendung im deutschen Fernsehen, die mit dem angelsächsischen Begriff „Talkshow“ angekündigt wurde.

## Geschichte
Die Idee zu dieser Sendung stammte von Dietmar Schönherr, der gemeinsam mit Peter Hajek das Format Talkshow aus Amerika importieren wollte. Ihr Konzept trug den Arbeitstitel „Zoom“, der jedoch verworfen werden musste, da es bereits eine Sendung dieses Namens gab. Schönherr war auch der erste Gastgeber der von Hans Joachim Hüttenrauch als zuständigen Redakteur mitentwickelten Talkshow. Den endgültigen Sendetitel erfand der damalige WDR-Fernsehdirektor Werner Höfer. Zu Beginn der ersten Sendung erklärte Schönherr dem Publikum das Konzept der Sendung mit den Worten: „Eine Talkshow. Was ist das? Darüber zerbrechen sich seit einiger Zeit die Fernsehmacher in den verschiedenen Anstalten die Köpfe. Es ist aber nicht so, wie ein bayerischer Journalist mich neulich befragte, der nämlich meinte, wenn es eine Tagshow gebe, müsse es auch eine Nachtshow geben. Damit hat es nichts zu tun, sondern Talk kommt von to talk, reden, und das Ganze ist also eine Rederei.“
Die erste Ausgabe der Reihe wurde am 18. März 1973 im Westdeutschen Fernsehen, dem heutigen WDR Fernsehen, ausgestrahlt. Am 31. Dezember 1973 lief die Sendung zum ersten Mal im 1. Programm der ARD, das damals die Bezeichnung Deutsches Fernsehen trug.

## Wirkung und Gäste
Die Sendereihe sorgte hin und wieder für Aufsehen. So sind die Auftritte von Inge Meysel, Romy Schneider und Klaus Kinski, der den Moderator Reinhard Münchenhagen mehrmals „Münchhausen“ nannte, heute noch bekannt. Weitere prominente Gäste der Sendung waren u. a. Valeska Gert, Gustav „Bubi“ Scholz, Nina Hagen, Manfred Krug, Leni Riefenstahl und Burkhard Driest.